# 乔治·卡萨诺瓦
乔治·卡萨诺瓦（法語：Georges Casanova，1890年7月26日—1932年2月20日），法国男子击剑运动员。他曾代表法国参加1920年夏季奥林匹克运动会击剑比赛，获得男子团体重剑铜牌和男子个人重剑第五名。